# ペンシクロビル
ペンシクロビル（Penciclovir）は抗ウイルス薬として用いられるグアノシン類縁物質である。様々なヘルペスウイルス感染症の治療に使用される。毒性が低く選択性の高いヌクレオシドアナログである。ペンシクロビルは経口投与では吸収性が悪く、海外では局所投与薬（軟膏等）として使用される。ファムシクロビルはペンシクロビルの生物学的利用能を向上させたプロドラッグである。

## 有効性
口唇ヘルペス(en:herpes labialis)に対しては、治癒までの期間、疼痛のある期間、ウイルスが検出されなくなるまでの期間を最短で1日に短縮する。通常、治療しない場合の同期間は2週間程度である。

## 作用機序ならびに選択性
ペンシクロビルはそのままの形では不活性である。ウイルスに感染した細胞内にはウイルス性チミジンキナーゼが存在し、ペンシクロビルをリン酸化する。このリン酸化過程がペンシクロビルの有効化の律速段階である。ヒト細胞性キナーゼがペンシクロビルリン酸エステルをさらにリン酸化してペンシクロビル三リン酸が生成すると、ウイルスの遺伝子複製過程に混入し、DNAポリメラーゼを阻害してウイルスの複製を妨げる:18。
ペンシクロビルの選択毒性は2つの要素から成る。1つ目は宿主の細胞性チミジンキナーゼによるリン酸化が非常に遅く、非感染細胞内でのペンシクロビルリン酸エステル濃度が感染細胞内の濃度に比べて充分に低い事である。2つ目はペンシクロビル三リン酸のウイルスDNAポリメラーゼへの親和性がヒトDNAポリメラーゼへの親和性に比べて充分に高い事である。これらの結果、ヒト健常細胞への細胞毒性は無視し得るほどに小さい。
ペンシクロビルの構造と作用機序はアシクロビル等の他の多くのヌクレオシドアナログと同様である。アシクロビルとペンシクロビルの違いは、三リン酸化体の作用時間の違いである。感染細胞内でのアシクロビル三リン酸の半減期が約1時間であるのに対して、ペンシクロビル三リン酸の半減期は約10〜20時間である:20。従ってペンシクロビルはアシクロビルよりも充分に大きな等価量を有していると言える。

## 禁忌
過去に本薬剤に対しアレルギーの既往歴がある者。

## 薬剤相互作用
プロベネシド：本薬剤の排出が抑制される。

## 副作用
精神神経障害、重篤な皮膚障害、急性腎不全、横紋筋溶解症、ショック、アナフィラキシー